# William Lutley Sclater

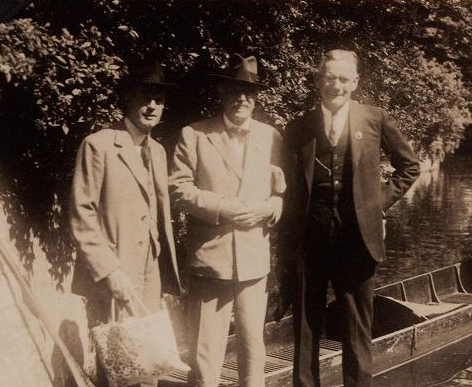
Da esquerda para a direita - Percy Lowe, Sclater e Alexander Wetmore em 1934

William Lutley Sclater (Londres, 23 de setembro de 1863 — St. George's Hospital, Londres, 4 de julho de 1944) foi um zoólogo e diretor de museu que se distinguiu como ornitólogo. Era filho do naturalista Philip Lutley Sclater e recebeu o nome do seu avô paterno, também William Lutley Sclater.

## Biografia
Filho do naturalista Philip Lutley Sclater, a mãe era Jane Anne Eliza, filha de Sir David Hunter-Blair, 3.º baronete Blair, e cunhada de Sir Walter Elliot, o naturalista oficial da Índia Britânica.
Sclater recebeu o grau de Master of Arts em Ciências Naturais pelo Keble College da University of Oxford em 1885. Trabalhou durante dois anos como demonstrador em Cambridge com o Professor Adam Sedgwick e fez uma viagem de coleta de espécimes à Guiana Britânica em 1886. Publicou sobre aves no The Ibis em 1887. No mesmo ano, foi nomeado superintendente adjunto do Museu Indiano em Calcutá (Indian Museum), de 1887 a 1891, altura em que entrou para a faculdade de ciências do Eton College.
Foi em Eton que conheceu a sua futura esposa, Charlotte Mellen Stephenson, uma americana divorciada cujos dois filhos frequentavam aquela escola. O casal casou na catedral de São Jorge, em Londres, a 1 de fevereiro de 1896, e pouco depois mudaram-se para Cidade do Cabo, África do Sul. 
Na Cidade do Cabo, Sclater assumiu o cargo de curador no South African Museum, cujas colecções reorganizou e transferiu para novas instalações. Durante a sua estadia na África do Sul, continuou os seus escritos científicos, incluindo a conclusão da obra Flora and Fauna of South Africa. Também completou a série de quatro volumes The Birds of South Africa, iniciada pelo Dr. Arthur Stark, e a série de cinco volumes Birds of Africa, iniciada pelo capitão George Shelley. Também concluiu a obra The Birds of Kenya Colony and the Uganda Protectorate, iniciada por Sir Frederick John Jackson.
Em 1906, na sequência de uma disputa com o conselho de administração do museu, Sclater demitiu-se do cargo de conservador. Viajou com a sua mulher por Mombaça, Lago Vitória, Cartum e Cairo antes de regressar a Inglaterra. 
Mudou-se então para Colorado Springs, Colorado, cidade que havia sido fundada pelo cunhado de Charlotte, o general William Jackson Palmer. Palmer ofereceu a Sclater uma pequena propriedade fora da cidade e uma cátedra no Colorado College. No Colorado College ajudou a reorganizar o museu. Quando o general morreu em 1909, o casal regressou a Inglaterra.
A partir de 1909, Sclater tornou-se curador da Sala das Aves do Museu de História Natural de Londres. Enquanto trabalhava lá, compilou o Systema Avium Aethiopicarum (1924-1930), um trabalho académico que ajudou a investigação futura.  Trabalhou naquela instituição até à sua morte em 1944.
Em 1912, Sclater publicou A History of the Birds of Colorado em dois volumes. Durante a Grande Guerra, foi voluntário na Soldiers', Sailors', and Airmen's Families Association (SSAFA, a Associação das Famílias dos Soldados e Marinheiros).  Os seus dois enteados foram mortos em combate durante a guerra.
Sclater foi editor da revista trimestral Ibis de 1913 a 1930, redator de The Zoological Record de 1921 a 1937, presidente da British Ornithologists' Union de 1928 a 1933, e secretário do Royal Geographical Society de 1931 a 1943. Em 1919 e 1920, ele e a sua mulher viajaram à volta do mundo. Em 1930, foi-lhe atribuída a Medalha de Ouro Godman-Salvin.
Em 1942, Charlotte morreu devido a ferimentos sofridos durante o bombardeamento de Londres. Dois anos mais tarde, William Sclater morreu no St. George's Hospital, dois dias depois de uma bomba voadora V-1 ter caído sobre a sua casa em 10 Sloane Court em Chelsea no domingo, 2 de julho de 1944.
Conhecido sobretudo pelo seu trabalho com as aves, Sclater descreveu também várias novas espécies de anfíbios e répteis. Quatro novas serpentes foram descritas por ele num único artigo em 1891. Enuliophis sclateri Boulenger, 1894 é uma espécie de serpente que recebeu o nome do seu pai Philip Sclater.

## Abreviatura (zoologia)
A abreviatura W. L. Sclater  emprega-se para indicar a William Lutley Sclater como autoridade na descrição e taxonomia em zoologia.